# تیم ملی والیبال مردان باربادوس
تیم ملی والیبال مردان باربادوس تیم ملی والیبال مردان کشور باربادوس است. این تیم در قاره آمریکا به مسابقه می‌پردازد. تیم‌های قدرتمند در قاره آمریکای شمالی و مرکزی کوبا و آمریکا هستند.